# Jacopo Sarto
Jacopo Sarto (Zevio, 15 luglio 1990) è un rugbista a 15 italiano, attivo nel ruolo di terza linea centro del Colorno in TOP10.
È fratello maggiore di Leonardo Sarto, anch'egli rugbista di rilievo internazionale.

## Biografia
Nato a Zevio, è il fratello di Leonardo Sarto, ala del Glasgow Warriors di due anni più giovane.
Sarto si formò nel Petrarca dove esordì, all'età di 19 anni, giocando pochi minuti nell'incontro di Challenge Cup contro il Montauban; otto giorni più tardi entrò dalla panchina nella partita contro I Cavalieri debuttando quindi anche nel campionato italiano.
Dopo queste due presenze non trovò più spazio nella squadra padovana, nemmeno nella stagione successiva.
Nel 2011 passò, in prestito annuale, al San Gregorio, neopromosso in Eccellenza, dove trovò maggiore spazio, disputando tutti gli incontri della stagione.
Terminato il periodo di prestito, Sarto ritornò nel Petrarca dove venne impiegato maggiormente rispetto alla precedente esperienza padovana, tanto da meritarsi la chiamata per i due raduni autunnali della Nazionale Emergenti. Nella stagione 2013/2014 si confermò come titolare nel Petrarca e ricevette anche la chiamata come permit player da parte della Benetton Treviso, con la quale scese in campo solamente nel match di Pro12 contro gli Ospreys, segnando anche una meta.
Firmò nel 2014 un contratto che lo legò alle Zebre, franchigia italiana nel campionato Pro12. Prima di iniziare la nuova avventura con il club federale, fu convocato e disputò la Tbilisi Cup 2014 con la Nazionale Emergenti. Nella sua prima stagione internazionale non trovò grande spazio nella squadra, ma riuscì comunque a segnare la sua prima meta con la nuova maglia contro Newport. Con l'arrivo di Gianluca Guidi sulla panchina delle Zebre, Sarto iniziò la stagione 2015/16 da protagonista, ottenendo anche la convocazione per il penultimo raduno di preparazione al Sei Nazioni della Nazionale.